# Heinz Pick
Heinz Pick (* 19. Dezember 1912 in Elberfeld; † 20. September 1983 in Schwäbisch Hall) war ein deutscher Festkörperphysiker, der Professor an der Universität Stuttgart war.

## Leben
Pick studierte Physik an der Universität zu Köln, der Ludwig-Maximilians-Universität München und der Universität Göttingen, wo er 1937 bei Robert Wichard Pohl promoviert wurde (Über den Einfluß der Temperatur auf die Erregung von Farbzentren). Während des Zweiten Weltkrieges arbeitete er in der Industrie in Kiel bei der Elac und kehrte danach nach Göttingen zurück, wo er sich 1948 habilitierte und mit Pohl und anderen den Lehrstuhl und die festkörperphysikalische Forschung wieder aufbaute. 1954 wurde er Professor am neu geschaffenen Lehrstuhl für Experimentalphysik der Technischen Hochschule Stuttgart, der späteren Universität. Hier baute er ein Zentrum der Festkörperphysik auf und war auch an der Gründung des Max-Planck-Instituts für Festkörperforschung in Stuttgart beteiligt.
Er war ein enger Mitarbeiter von Pohl in der Farbzentrenforschung (früher experimenteller Festkörperphysik) und arbeitete auch an dessen berühmtem Lehrbuch der Einführung in die Physik mit (auf einigen der Schattenrisse von Experimenten ist er abgebildet). Nach dem Krieg setzte er die Farbzentrenforschung fort und war an seinem Lehrstuhl in Stuttgart gleich von Anfang an bemüht moderne Methoden (wie Elektronenspinresonanz) einzuführen.
Er war langjähriger Vizepräsident der Deutschen Forschungsgemeinschaft.
Zuletzt war er an einem großen internationalen Projekt zur Geschichte der Festkörperphysik beteiligt. Mit Fritz Stöckmann prägte er den Begriff Defektelektron.

## Schriften
- Einführung in die Festkörperphysik. Wissenschaftliche Buchgesellschaft, Darmstadt 1978.
- Struktur von Störstellen in Alkalihalogenidkristallen (Springer Tracts in Modern Physics; 38), 1965.